# DC湯姆森
DC湯姆森（英語：DC Thomson）是一家位於蘇格蘭鄧迪的出版和電視製作公司，其出版物包括星期日郵報、晚間電訊報、我的雜誌和信使報等。此外亦擁有阿伯丁日報公司，發行新聞與日報。

## 歷史

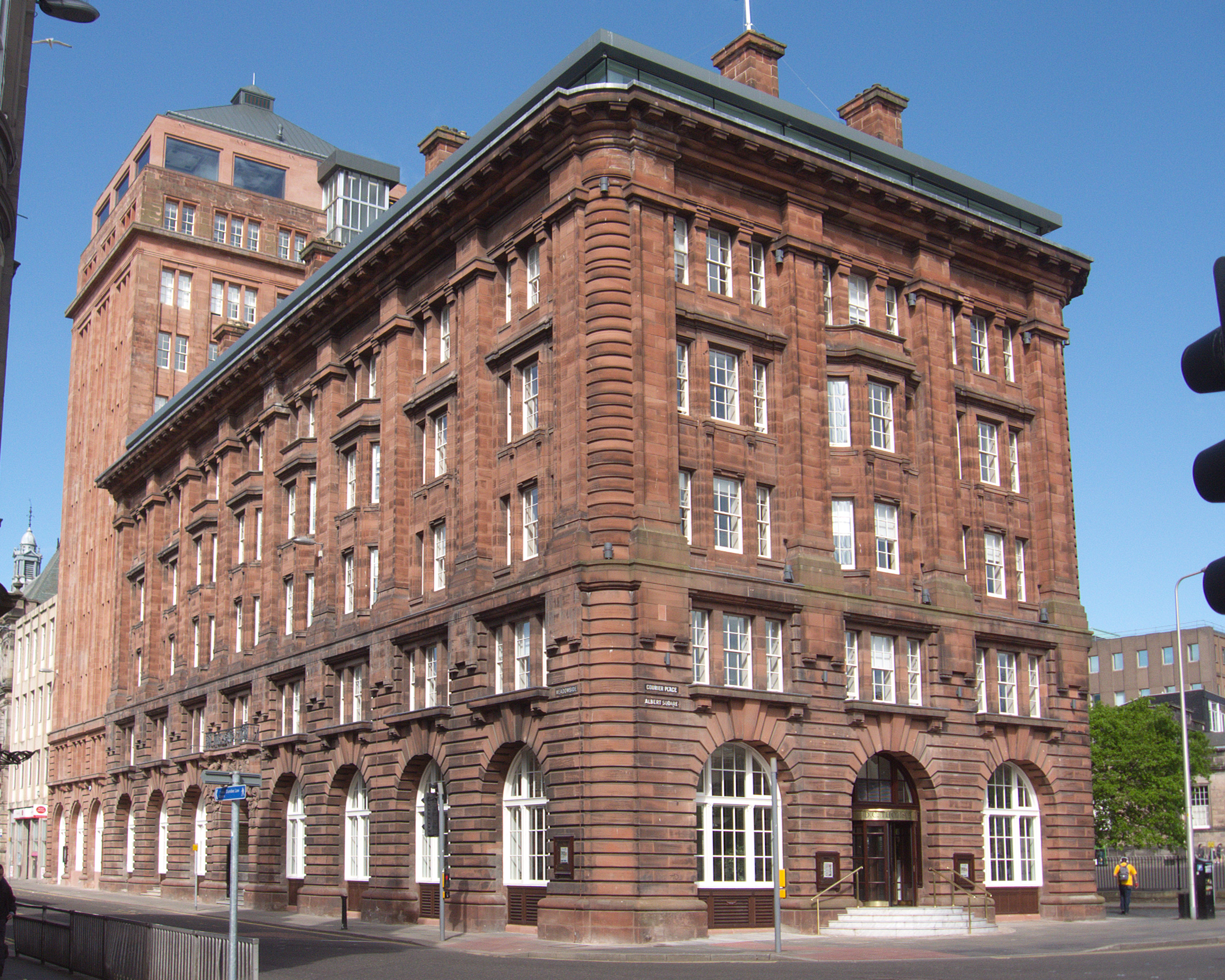
DC湯姆森在丹地總部

1884年，大衛·库帕尔·湯姆森接管了查爾斯亞歷山大公司（丹地信使報及阿古斯的印刷公司）的出版業務後，在1905年創辨了以自己命名的DC湯姆森公司。他是一名保守主義者，拒絕僱用天主教員工。
DC湯姆森每年發行超過200萬份漫画、杂志和報紙等出版刊物。2009年，DC湯姆森收購了杂志出版商今日英格蘭出版（This England Publishing）和以2560萬鎊收購了網站Friends Reunited，後者在2016年2月關閉。

## 外部連結
- 官方网站